# Список жертв трагедии Чёрного января
В данном списке представлено 138 человек, ставшие жертвами трагедии Кровавого января, большинство из которых погибли 20 января 1990 года. Большинство погибших во время операции советских войск в столице Азербайджанской ССР были похоронены на Аллее шахидов. Несколько лиц пропали без вести, были убиты или похоронены в других местах.

## Список
| Имя шахида                          | Дата рождения                                                    | Род занятий | Обстоятельства гибели |
| ----------------------------------- | ---------------------------------------------------------------- | --- | --- |
| Аллахвердиев, Ильхам Аждар оглы     | 1962                                                             | Работник судоремонтного завода                                                                                            | Застрелен. |
| Аллахвердиев, Нариман Амир оглы     | 1939                                                             | Дворник | Умер в результате душевного потрясения. |
| Аллахвердиева, Фариза Чобан кызы    | 1970                                                             | Студентка | Покончила с собой, не вынеся смерти мужа. |
| Аббасова, Фарида Нариман кызы       | 1952                                                             | | Застрелена на балконе своего дома. |
| Аббасов, Зохраб Гейдарали оглы      | 1970                                                             | | Зверски избит на площади 11-й Красной Армии. |
| Аббасов, Сабир Рзагулу оглы         | 1968                                                             | Работник в аэропорту «Бина»                                                                                               | Застрелен, скончался в больнице. |
| Абдуллаев, Тариель Орудж оглы       | 1949                                                             | Рабочий | Погиб на площади 11-й Красной Армии. Машина, вёзшая его в больницу, попала под обстрел и перевернулась. |
| Абдуллаев, Захид Абдулла оглы       | 1959                                                             | Рабочий | Застрелен в голову при обстреле автобуса. |
| Абдуллаев, Тариель Хаджибала оглы   | 1965                                                             | Рабочий, член «Народного фронта»                                                                                          | Арестован в Ленкорани. При отправке в Баку задушен военными в вертолёте. |
| Абдуллаев, Эйюб Махмуд оглы         | 1967                                                             | Рабочий | Убит в гостинице «Нахичевань». |
| Абильгасанов, Ильгар Юсиф оглы      | 1967                                                             | Сержант милицииБыл остановлен на улице для предъявления документов. Был расстрелян, потянувшись за документами.           | |
| Абульфатов, Мирджамал Мирсалех оглы | 1958                                                             | | Вышел на шум стрельбы, помогал раненым, и был ранен. Скончался по дороге в больницу. |
| Агавердиев, Аслан Аликрам оглы      | 1952                                                             | Продавец | Скончался от многочисленных ранений в брюшную полость. |
| Агагусейнов, Агагасан Яры оглы      | 1957                                                             | Рабочий | Был расстрелян, пытаясь помочь раненным |
| Агагусейнов, Нуреддин Аслан оглы    | 1951                                                             | Повар | Застрелен в собственной машине, когда возвращался домой. |
| Азизов, Габиль Комунар оглы         | 1968                                                             | Студент Азербайджанского экономического института                                                                         | Услышав стрельбу, вместе с друзьями отправился к Сальянским казармам. Был найден утром в морге больницы имени Семашко. |
| Алескеров, Заур Расим оглы          | 1969                                                             | | Застрелен в спину на площади 11-й Красной Армии |
| Алекперов, Азер Насиб оглы          | 1967                                                             | Студент режиссёрского факультета Азербайджанского государственного университета искусств                                  | |
| Алиев, Аруз Ахмедали оглы           |                                                                  | | Погиб во время обстрела военными патрулями, проезжая по Московскому проспекту |
| Алиев, Байрам Мадат оглы            | 1950                                                             | Прораб | Умер от огнестрельного ранения, травм тупым орудием, переломов и повреждений внутренних органов и рёбер. |
| Алиев, Забулла Хейрулла оглы        | 1946                                                             | Шофёр | Застрелен в голову на площади 11-й Красной Армии. |
| Алиев, Захид Байрам оглы            | 1963                                                             | | Убит в результате получения трёх пулевых ранений. |
| Алиев, Рустам Шахвеляд оглы         | 1965                                                             | Водитель автобуса | Заслонив автобусом пулемётные очереди, он открыл двери, для раненых. Одна из пуль тяжело ранила Рустама. Несмотря на ранение, на большой скорости он сумел довести этот автобус до больницы, где и скончался.                                                               |
| Алиев, Намик Камиль оглы            | 1965                                                             | Повар | |
| Алиев, Халган Юсиф оглы             | 1969                                                             | Плотник | Застрелен перед заводом, где работал. |
| Алиев, Чингиз Мирзагусейн оглы      | 1963                                                             | | Скончался от полученных ран в 1994 году. |
| Ализаде, Фаик Абдульгусейн оглы     | 1953                                                             | Рабочий | Застрелен у станции метро «Гянджлик». Скончался в больнице. |
| Алимов, Рамис Харисович             | 1958                                                             | Слесарь | Вышел на балкон и, услышав стрельбу на улице и призывы о помощи, спустился на помощь, и был убит. |
| Аллахвердиев, Руслан Кямал оглы     | 1957                                                             | | Застрелен в спину, переехан танком. |
| Алмамедов, Теймур Яхья оглы         | 1972                                                             | Студент медицинского института                                                                                            | Ранен в голову 23 января, скончался в больнице. |
| Асадуллаев, Асиф Кямиль оглы        | 1952                                                             | Инженер | Расстрелян вошедшими в город советскими войсками. |
| Аскеров, Новруз Фаик оглы           | 1968                                                             | Работал в строительном кооперативе                                                                                        | Услышав, что в городе есть погибшие мирные жители, направился вместе с другом к станции метро «Мешади Азизбеков», где получил смертельные ранения в голову. |
| Атакишиев, Бахруз Тофик оглы        | 1961                                                             | Рабочий | Был ранен у станции метро «Гянджлик», когда вышел, услышав стрельбу. |
| Атакишиев, Шакир Хандадаш оглы      | 1960                                                             | Слесарь | Застрелен из проезжающего мимо танка, когда возвращался домой. |
| Ахмедов, Ильгар Гуммет оглы         | 1965                                                             | Студент Азербайджанского политехнического института                                                                       | Получил огнестрельное ранение в глаз, когда вместе с друзьями грузил убитых и раненых в машины и отправлял в больницы. |
| Ашрафов, Рахман Исмихан оглы        | 1955                                                             | Водитель «скорой помощи»                                                                                                  | Получил ранение когда перевозил раненых в больницу. Скончался через три дня в нейрохирургической больнице. |
| Бабаев, Аловсат Гидаят оглы         | 1948                                                             | | Пропал без вести. |
| Бабаева, Сурайя Лятиф кызы          | 1913                                                             | | Убита 22 января при обстреле здания, в котором она находилась, из проезжавших танков и бронемашин |
| Бабаев, Рагим Вагиф оглы            | 1970                                                             | Студент Азербайджанского института нефти и химии им. М. Азизбекова                                                        | Ушёл из дома в полночь, услышав стрельбу. Был обнаружен лишь 25 января в морге больницы имени Семашко, куда его, согласно свидетельству врачей, доставили из военного госпиталя.                                                                                            |
| Бабаев, Фуад Явер оглы              | 1967                                                             | Студент 3-го курса Азербайджанского инженерно-строительного института                                                     | Услышав стрельбу и выйдя на улицу, вместе с другими встревоженными людьми отправился на площадь 11-й Красной Армии помогать раненым. По пути был застрелен. |
| Багиров, Балоглан Хабиб оглы        | 1966                                                             | Ветеринар | Застрелен и раздавлен советским танком 22 января при возвращении домой. |
| Багиров, Тельман Мелик оглы         | 1960                                                             | Младший сержант милиции                                                                                                   | Расстрелян советскими солдатами. |
| Бадалов, Ровшан Сейфулла оглы       | 1965                                                             | | Находясь на мотоцикле 26 января, на котором он следовал из селения Хофтоми в селение Киров Ленкоранского района, был застрелен советскими военными и затем сожжён. |
| Байрамов, Исабала Али оглы          | 1967                                                             | Рабочий | Получил смертельное ранение в голову в первые минуты вступления советских войск на площадь 11-й Красной Армии. |
| Бахшалиев, Эльчин Мирза оглы        | 1965                                                             | Водитель | Застрелен, когда помогал раненым. |
| Бахшиев, Салман Бабахан оглы        | 1949                                                             | Работал в торговле | 26 января, находясь вместе с братом в лесу, был обстрелян из вертолёта. Пуля попала в шею. Скончался на месте. |
| Бессантина, Вера Львовна            | 1973                                                             | Ученица 11 класса средней школы № 258                                                                                     | Смертельно ранена у себя в квартире. Дом продолжали обстреливать и в квартире начался пожар. |
| Богданов, Валерий Закирович         | 1958                                                             | Лейтенант милиции | В ночь дежурства, машина, в которой находился Валерий, была обстреляна военными и Валерий погиб вместе с лейтенантом Аганазаром Исрафиловым, находящимся с ним на дежурстве.                                                                                                |
| Буньядзаде, Ульви Юсиф оглы         | 1969                                                             | Студент Азербайджанского педагогического института иностранных языков                                                     | Погиб на площади 11-й Красной Армии. |
| Гаджиев, Мубариз Магомед оглы       | 1952                                                             | | Вышел на крики о помощи и не вернулся. |
| Гаибов, Алескер Юсиф оглы           | 1966                                                             | Студент Азербайджанского инженерно-строительного института                                                                | Оказывая помощь раненым, был ранен и сам. Скончался рано утром 21 января. |
| Гамзаев, Балагусейн Миргазаб оглы   | 1929                                                             | Водитель | Расстрелян при возвращении домой. |
| Гамидов, Иззет Атакиши оглы         | 1930                                                             | Работал в проектном институте                                                                                             | Застрелен по пути на работу. |
| Ганиев, Мирза Рзабала оглы          | 1958                                                             | Рабочий | Умер 19 февраля от полученных ран. |
| Гараев, Ильгар Али оглы             | 1959                                                             | Работник Бакинского метрополитена                                                                                         | Застрелен. |
| Гасанов, Али Худаверди оглы         | 1957                                                             | Водитель | Ночью, услышав стрельбу, он вышел во двор и не вернулся. |
| Гасанов, Мехман Ибрагим оглы        |                                                                  | Работал в информационно-вычислительном центре                                                                             | Погиб на площади 11-й Красной Армии. |
| Гасанов, Музаффар Газанфар оглы     | 1939                                                             | Водитель | Перевозил раненых в больницы, был избит дубинкой по голове, в результате чего произошло кровоизлияние в мозг. |
| Гасанов, Сахиб Насиб оглы           | 1949                                                             | Продавец | Направляясь на работу на своей машине, на проспекте Строителей был обстрелян солдатами. Пуля попала в лоб. После этого по машине вновь был открыт огонь, а задняя её часть была раздавлена танком. Сам Сахиб получил 8 пулевых ранений. Скончался в больнице имени Семашко. |
| Гасымов, Аббас Шамед оглы           | 1966                                                             | | Скончался от полученных на площади 11-й Красной Армии ран. |
| Гасымов, Юсиф Ибрагим оглы          | 1948                                                             | Рабочий | Расстрелян в своей же машине. |
| Гашимов, Исрафил Агабаба оглы       | 1964                                                             | Продавец | Труп был найден в больнице имени Семашко с пулевым ранением в груди. Предполагается, что трагедия произошла на площади 11-й Красной Армии. |
| Гейбуллаев, Эльчин Суяддин оглы     | 1968                                                             | Работал в строительном управлении                                                                                         | Застрелен на улице. |
| Годжаманов, Алиюсиф Билал оглы      | 1933                                                             | Продавец | Вышел на шум выстрелов и был застрелен. |
| Гусейнов, Алимардан Абиль оглы      | 1962                                                             | Электромонтёр на Азерэлектротерме                                                                                         | Выйдя с работы, сначала был ранен в ногу, потом в грудь. После был избит дубинками (на правой стороне тела было огромное количество синяков) |
| Гусейнов, Нариман Вели оглы         | 1975                                                             | Ученик 8 класса | Ночью, услышав стрельбу, вышел на улицу. У Сальянских казарм был ранен автоматной пулей. Был доставлен в больницу имени Семашко. Утром труп Наримана нашли уже морге. В выписке о смерти написано: «Множество пулевых ранений на грудной клетке».                           |
| Гусейнов, Рахиб Мамед оглы          | 1939                                                             | Работник торговли | 12 февраля ехал в машине, проезжавшей мимо кинотеатра «Хазар». Был убит во время обстрела машины. Отец восьмерых детей. |
| Джаванширов, Илькин Зульгадар оглы  | 1933                                                             | Таксист | Застрелен, когда возил раненого в больницу. На машине такси осталось 18 пулевых пробоин. Скончался 23 января в больнице имени Семашко. |
| Джафаров, Абульфаз Беюкага оглы     | 1966                                                             | | На пути из Нефтчалинского района в Баку попал под обстрел. Труп был найден в одном из центральных бакинских моргов. На руке у погибшего не оказалось кольца вместе с пальцем.                                                                                               |
| Дурдыев, Анагелди                   | 1954                                                             | | Признан Низаминским районным судом г. Баку пропавшим без вести с 20 января 1990 года. |
| Ефимичев, Борис Васильевич          | 1945                                                             | Работал на фабрике для слепых                                                                                             | 20 января вернулся домой раненым, сообщив, что на улице Ахвердиева военные ударили его штыком, а потом стреляли. В больнице выяснилось, что внутренние органы Бориса полностью повреждены. Скончался на следующий день.                                                     |
| Зулалов, Исфандияр Адиль оглы       | 1963                                                             | Работал в геологическом управлении                                                                                        | Был убит в районе Сальянских казарм. Труп был обезображен до неузнаваемости. Смогли распознать лишь по обуви. |
| Ибрагимов, Ибрагим Исмаил оглы      | 1928                                                             | Профессор, доктор наук | 24 января вместе с профессорами Светланой Мамедовой и Исмаилом Мирсагуловым ехал на работу в Сумгаит на своей машине, на которую наехал военный БТР. Все трое учёных погибли.                                                                                               |
| Ибрагимов, Ильгар Рашид оглы        | 1976                                                             | Ученик 7-го класса | В тот вечер с друзьями отправился на площадь 11-й Красной Армии помогать людям. Утром труп Ильгара был найден в морге. |
| Иманов, Эльчин Бейдулла оглы        | 1967                                                             | Студент Азербайджанского медицинского университета                                                                        | Смертельно ранен перед Домом культуры завода имени Саттархана. |
| Исаев, Мушвик Агаали оглы           | 1968                                                             | Борец, брат чемпиона мира по вольной борьбе Хазара Исаева                                                                 | Застрелен у станции метро «Гянджлик» |
| Исаев, Рауф Солтанмеджид оглы       | 1962                                                             | Слесарь | Убит перед Сальянскими казармами, когда солдаты открыли огонь по безоружным людям |
| Исаев, Фахраддин Худу оглы          | 1963                                                             | | Расстрелян в упор на площади 11-й Красной Армии, когда помогал раненым |
| Исмайлов, Джавад Юнис оглы          | 1962                                                             | Рабочий, родственник азербайджанского поэта Микаила Мушфига (Микаил Исмаилзаде)                                           | Проходя через площадь 11-й Красной Армии, получил смертельное пулевое ранение |
| Исмайлов, Мамедали Новруз оглы      | 1946                                                             | | Убит при обстреле машины вблизи дороги в Мардакян. |
| Исмайлов, Рашид Ислам оглы          | 1949                                                             | Работал на железной дороге                                                                                                | Во время обстрела находился дома, вышел на улицу на звук стрельбы и крик людей. Прежде чем выйти он попросил жену, чтобы она позаботилась о детях и отдал ей продуктовые талоны.                                                                                            |
| Исмайлов, Тофик Бабахан оглы        | 1956                                                             | | Застрелен, когда помогал работникам «Скорой помощи» |
| Исрафилов, Аганазар Араз оглы       | 1960                                                             | Лейтенант милиции | Погиб при обстреле машины на Тбилисском проспекте |
| Керимов, Александр Рамазан оглы     | 1970                                                             | | Застрелен когда помогал раненым. Скончался через 17 дней |
| Керимов, Ильгар Иса оглы            |                                                                  | Работал на фабрике | При возвращении с работы был застрелен у железнодорожной больницы в Баладжарах. |
| Керимов, Октай Эйваз оглы           | 1964                                                             | Работал рабочим в ремонтно-строительном управлении № 28                                                                   | Убит у станции метро «Гянджлик» |
| Кулиев, Сахавет Балай оглы          | 1940                                                             | Работал в торговле | Застрелен в спину, когда вышел из дома на шум стрельбы |
| Кязимов, Афлатун Гашым оглы         | 1959                                                             | Рабочий | Убит на Московском проспекте. На теле обнаружено 14 пулевых ран. |
| Мамедова, Лариса Фарман кызы        | 1977                                                             | Ученица 7-го класса | Погибла от огнестрельного ранения в сердце во время обстрела автобуса. |
| Мамедова, Светлана Гамид кызы       | 1939                                                             | Профессор, доктор химических наук, автор 110 научных трудов, более 40 изобретений                                         | Следовав 24 января на работу в Сумгаит на машине «жигули» вместе с профессорами Исмаилом Мурсагуловым и Ибрагимом Ибрагимовым, они остановились у обочины, после чего на них наехала военная бронированная машина.                                                          |
| Мамедов, Вагиф Магомед оглы         | 1960                                                             | Рабочий, активист НФА в Ленкоране                                                                                         | После событий в Баку с товарищами скрывался в лесу, где и был расстрелян военными. |
| Мамедов, Видади Узеир оглы          | 1944                                                             | Инженер | Расстрелян в упор в спину на площади 11-й Красной Армии. |
| Мамедов, Ибиш Бехбуд оглы           | 1961                                                             | | Убит у Сальянских казарм. |
| Мамедов, Камал Сеидгурбан оглы      | 1955                                                             | | Обстрелян солдатами неподалёку от посёлка Сураханы |
| Мамедов, Мамед Ярмамед оглы         | 1959                                                             | Водитель автобуса | Автобус Мамедова попал под обстрел. В самого Мамеда попало 35 автоматных пуль. |
| Мамедов, Мехман Сахибали оглы       |                                                                  | | Погиб от пулевых ранений. |
| Мамедов, Рагим Магомед оглы         | 1969                                                             | | Погиб 26 января в лесу Истису (Ленкорань), где скрывался вместе с другими активистами НФА. |
| Мамедов, Сахавет Гейдар оглы        | 1958                                                             | Водитель | Убит при обстреле машины |
| Мамедов, Шахин Захид оглы           | 1972                                                             | Учился в профтехучилище № 113                                                                                             | 26 января вместе с друзьями попал под обстрел военных по дороге из села Хофтоми в село Киров Ленкоранского района. |
| Мамедов, Эльдар Зейнал оглы         | 1966                                                             | Рабочий | Расстрелян на проспекте Строителей. |
| Мархевка, Александр Витальевич      | 1958                                                             | Врач «скорой помощи» | Убит при обстреле машины «скорой помощи» на Туркянском шоссе. |
| Меерович, Ян Максимович             | 1955                                                             | Бизнесмен-Предприниматель                                                                                                 | Был жестоко убит ночью с 19 на 20 января. Ехал с другом Мирзоевым Эльчином в аэропорт, отвозил соседку. В теле было найдено 22 пули. |
| Мирзоев, Азад Алигейдар оглы        | 1961                                                             | | Услышав стрельбу, вместе с матерью вышел на крыльцо. Через открытые двери в комнату влетели несколько пуль. Смертельно ранен |
| Мирзоев, Вагиф Самед оглы           | 1959                                                             | Электромонтёр | На дороге Бина-Мардакяны был сначала заколот штыком прямо в сердце, а затем по нему выпустили автоматную очередь |
| Мирзоев, Эльчин Гусейнгулу оглы     | 1961                                                             | Выпускник Азербайджанского медицинского университета                                                                      | Вечером, 19 января, машина, в которой находился Эльчин с двумя соседями, направлявшаяся в аэропорт, была обстреляна солдатами. Эльчин и Ян Меерович погибли. На его теле обнаружено 19 пулевых ран                                                                          |
| Мовлудов, Фуад Фархад оглы          | 1968                                                             | Пожарный | В ночь с 19 по 20 января находился близ Северной ГРЭС. Когда стали подходить танки, попытался бежать, но был заколот штыком. Скончался в больнице 25 января |
| Мурадов, Мехман Асад оглы           | 1961                                                             | Прораб в ремонтно-производственном объединении «Азэлектротерм»                                                            | Расстрелян близ ворот Сальянских казарм |
| Мурсагулов, Исмаил Гасан оглы       | 1939                                                             | Профессор, доктор наук | 24 января ехал на работу в Сумгаит. Машина профессора Ибрагима Ибрагимова, в которой, кроме Исмаила, находились ещё другие учёные, была раздавлена военной бронированной машиной                                                                                            |
| Мусаев, Тофик Айваз оглы            | 1962                                                             | | Насиминским районным судом города Баку признан пропавшим без вести с 19 января 1990 года |
| Мустафаев, Махир Вагиф оглы         | 1968                                                             | Водитель | Подстрелен, когда возвращался на площадь 11-й Красной Армии, чтобы забрать раненых и отвести в больницу |
| Мухтаров, Расим Мустафа оглы        | 1958                                                             | Слесарь | Застрелен в голову, будучи за рулём автомобиля, в ночь на 26 февраля |
| Насибов, Аллахьяр Искендер оглы     | 1952                                                             | | Погиб на площади 11 января. Труп был обнаружен утром в морге |
| Насибов, Январ Ширали оглы          | 1957                                                             | | Погиб от пулевых ранений. Подробности неизвестны |
| Николаенко, Алла Алексеевна         | 1972                                                             | | Застрелена в своём же доме вечером, 19 января |
| Нищенко, Андрей Александрович       | 1972                                                             | Учился в железнодорожном училище                                                                                          | Погиб, получив удар штыком около кинотеатра «Хазар» |
| Новрузбейли, Агабек Октай оглы      | 1971                                                             | Студент второго курса Азербайджанского института нефти и химии (сейчас Азербайджанская государственная нефтяная академия) | Покончил жизнь самоубийством в знак протеста против ввода войск Советской армии в Баку и бездействия местного марионеточного правительства |
| Нуриев, Захир Заби оглы             |                                                                  | | Решением Насиминского суда Баку объявлен пропавшим без вести с 19 января 1990 года |
| Оруджев, Шамсаддин Абильгасан оглы  | 1950                                                             | Инженер | Смертельно ранен шальной пулей, разбившей окно его дома |
| Полади, Салех Алигулу оглы          | 1968                                                             | | Убит в ночь на 20-е января на площади 11-й Красной Армии |
| Рахманов, Ислам Октай оглы          | 1968                                                             | Рабочий | Из бронемашин по нему был открыт огонь. Ислам получил три пулевых ранения. Скончался 29 января |
| Рзаев, Азад Аллахверди оглы         | 1965                                                             | | Камаз, в котором находился Азад, на 2-м километре посёлка Аляты подвергся обстрелу. Азад был ранен. Скончался по дороге в больницу |
| Рустамов, Ровшан Мамед оглы         | 1961                                                             | Рабочий | Вечером, 19 января, он вышел из дома. Скончался утром от полученных пулевых ран |
| Садыгов, Юсиф Аллахверди оглы       | 1964                                                             | Аспирант | Вышел из дома после 12 часов ночи. У Юсифа была найдена лишь правая рука. Руку узнали по рубашке, связанной руками матери. Правая рука его осталась погребённой на кладбище                                                                                                 |
| Салаева, Севда Мамедага кызы        |                                                                  | | 22 декабря 1990 года в 2 часа ночи около памятника Карлу Марксу машина, в которой находилась Севда, подверглась обстрелу. Погибла от полученных в голову ранений |
| Салахов, Шерафеддин Музаффар оглы   | 1963                                                             | Работал в издательстве | Пуля, пробив верхнюю часть шеи, раздробила мозг |
| Семёнов, Александр Владимирович     | 1947                                                             | | В ночь на 20 января, находясь на Тбилисском проспекте в машине, получил ранение огнестрельным оружием. Скончался 25 января |
| Сафаров, Бафадар Агамирза оглы      | 1923                                                             | Пенсионер, ветеран Великой Отечественной войны                                                                            | Застрелен в своей же машине |
| Токарев, Владимир Иванович          | 1954                                                             | Водитель, работал в таксомоторном парке                                                                                   | Застрелен по пути в аэропорт |
| Турабов, Тенгиз Мамед оглы          | 1965                                                             | Студент | Автобус, в котором ехал Тенгиз, был расстрелян |
| Туктамышев, Фергат Шарифуллаевич    | 1958                                                             | Слесарь | Попал под обстрел у Сальянских казарм. Был ранен в голову. Труп был найден лишь 24 января в морге больницы имени Семашко |
| Хаммедов, Баба Магомед оглы         | 1939                                                             | Учитель физики | Застрелен по пути домой |
| Ханмамедов, Джебраил Гусейнхан оглы |                                                                  | | Погиб в ночь на 20 января от пулевых ранений |
| Харитонов, Владимир Александрович   | 1949                                                             | Майор милиции | Застрелен по пути домой на своей машине у Дарнагюльского моста (вторая пуля попала в голову) |
| Шарифов, Мурват Рагим оглы          | 1932                                                             | Бывший работник Зангезурского медного молибденового комбината                                                             | Застрелен в родном дворе |
| Эминов, Вафадар Осман оглы          | 1966                                                             | | Застрелен 23 января, когда спускался к магазину «Олимп» мимо больницы Водников. Умер в больнице от потери крови |
| Юсупов, Олег Керимович              | 1944                                                             | Пожарный, старший сержант                                                                                                 | Направляясь в месту пожара (горело здание издательства «Коммунист»), пожарная машина, в которой ехал Олег, была расстреляна. Его доставили в больницу. Скончался через 2 часа                                                                                               |
| Ягубов, Нусрат Исмаил оглы          | 1958                                                             | Работал на нефтеперегонной базе Дюбенди близ Мардакян                                                                     | В ночь на 20 января, направляясь в своей машине из села Гала домой, близ военной части был обстрелян солдатами. Скончался 22 января в Мардакянской больнице |
| Неизвестный                         | Патанатомическое описание констатировало, что ему было лет 25-30 | Неизвестен | Пуля прошла через лоб |

## Память

Список жертв трагедии на памятнике в Баку в память о жертвах

В 2010 году в Баку был установлен памятник в память о жертвах трагедии. Имена 147 жертв высечены на гранитном постаменте памятника золотыми буквами.
В здании посольства Азербайджана в Москве установлена памятная плита, на которой выгравированы имена жертв трагедии 20 января.
16 января 2015 года в Музее Независимости Азербайджана в Баку прошло мероприятие «Həyatın və ölümün dərsləri» («Уроки жизни и смерти»), посвящённое 25-й годовщине трагедии 20 января. В рамках мероприятия была представлена выставка, в экспозицию которой вошли личные вещи жертв трагедии, переданные в этом же году музею родственниками жертв трагедии. Среди экспонатов были личные вещи Азера Алекперова, Ульви Буньядзаде, Ильхама Аллахвердиева, Фаризы Аллахвердиевой, Алескера Гаибова, Ларисы Мамедовой, Андрея Нищенко, Агабека Новрузбейли.